# 瓦拉洛圣山

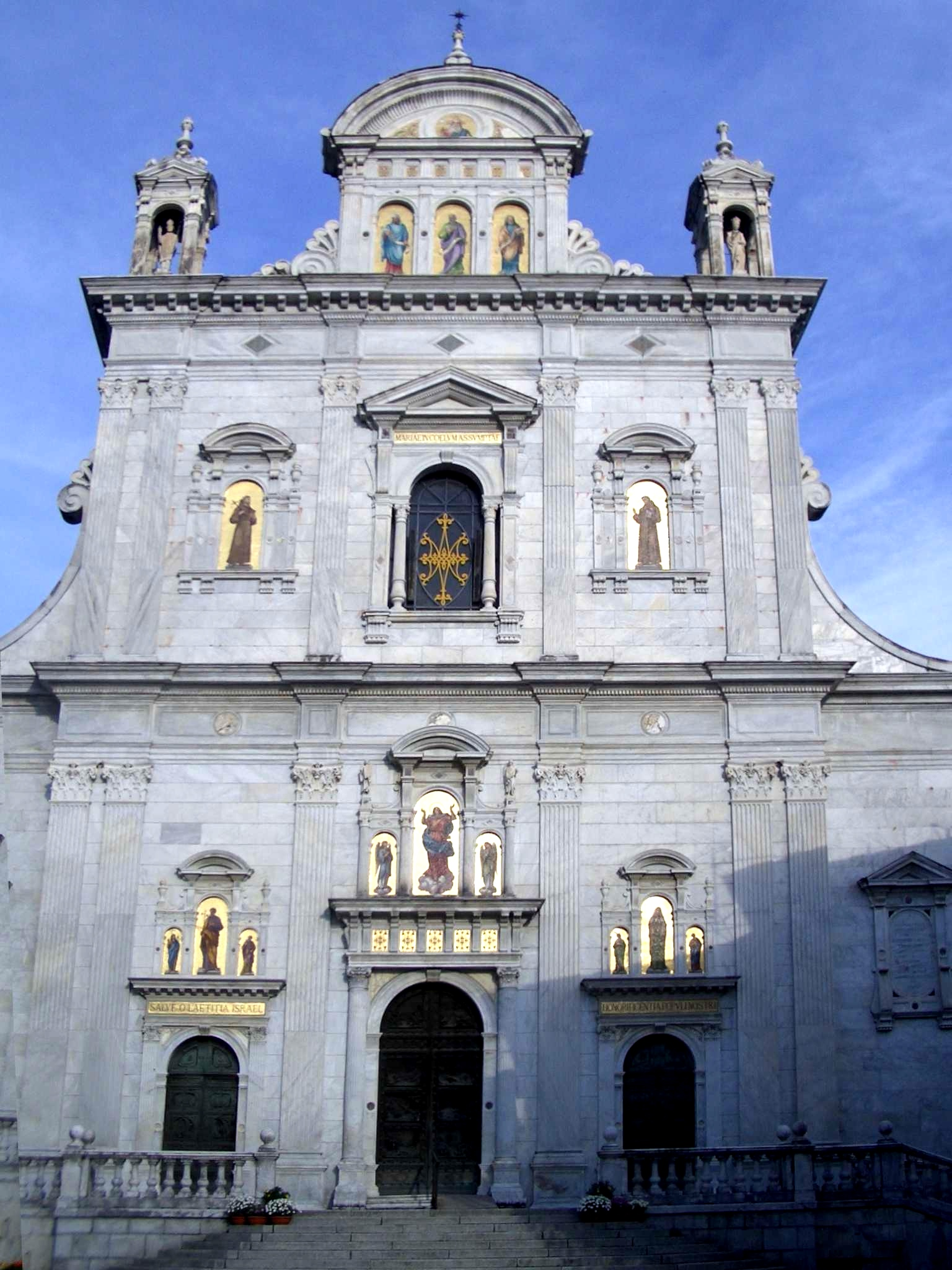

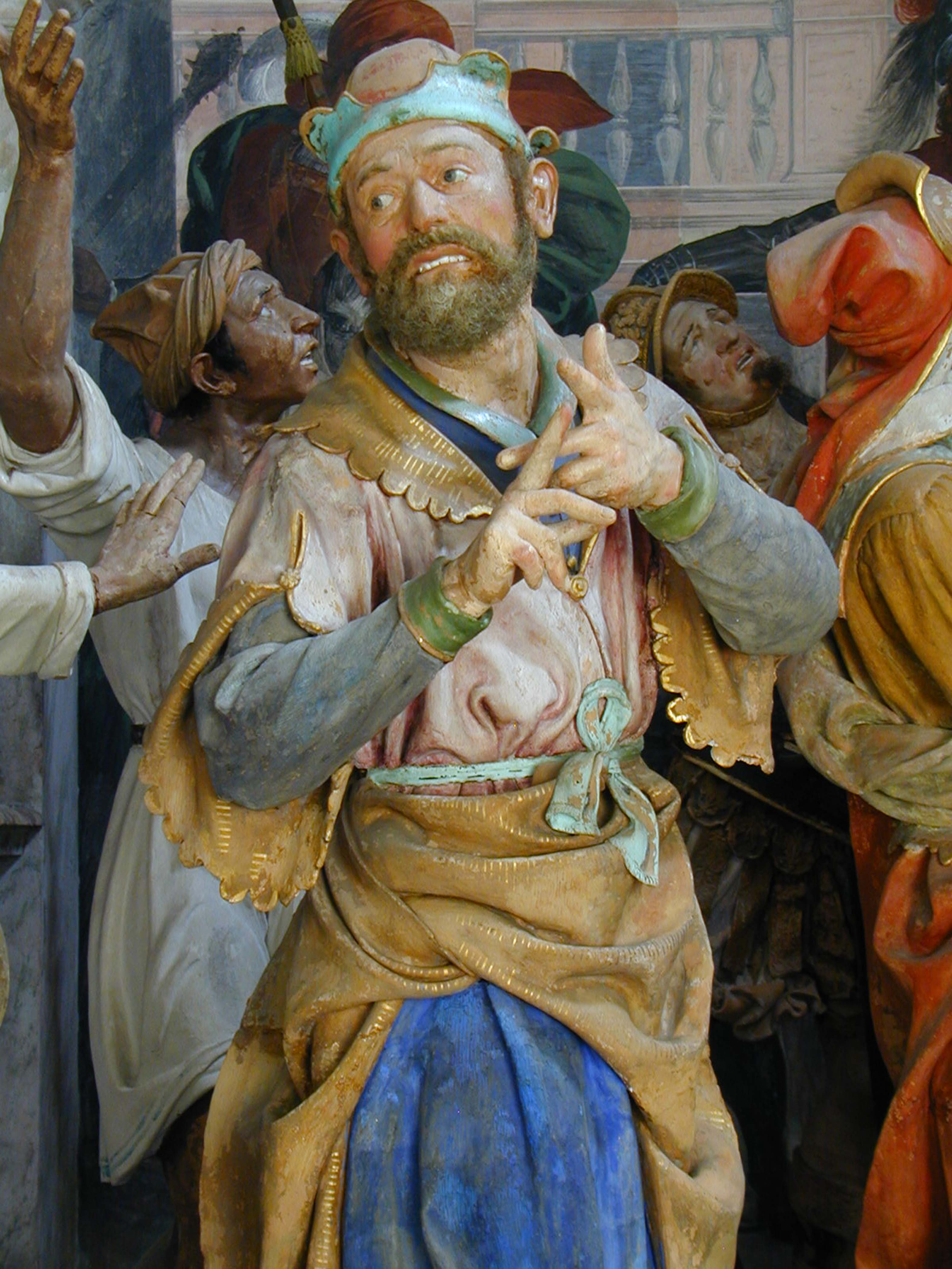

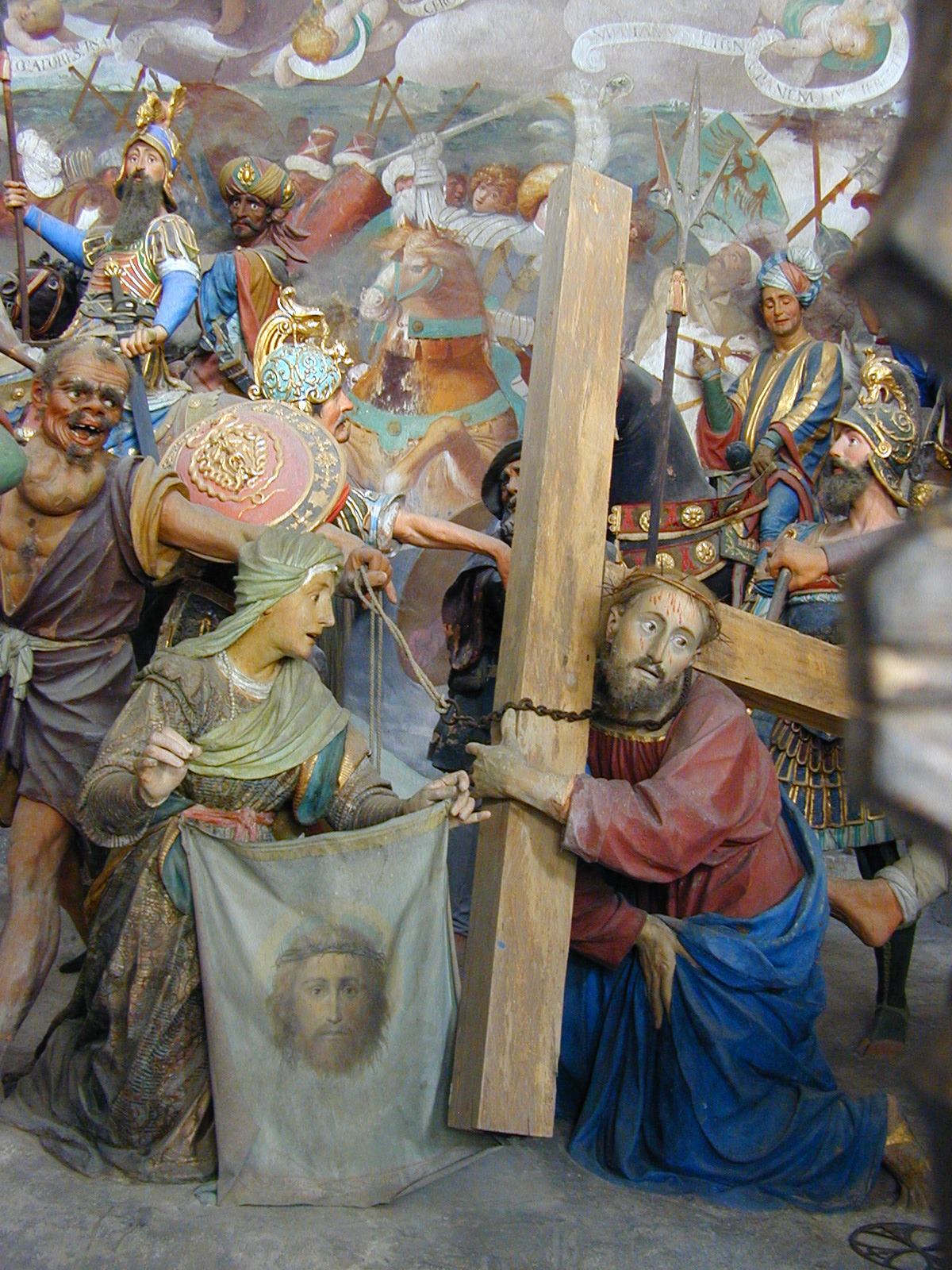

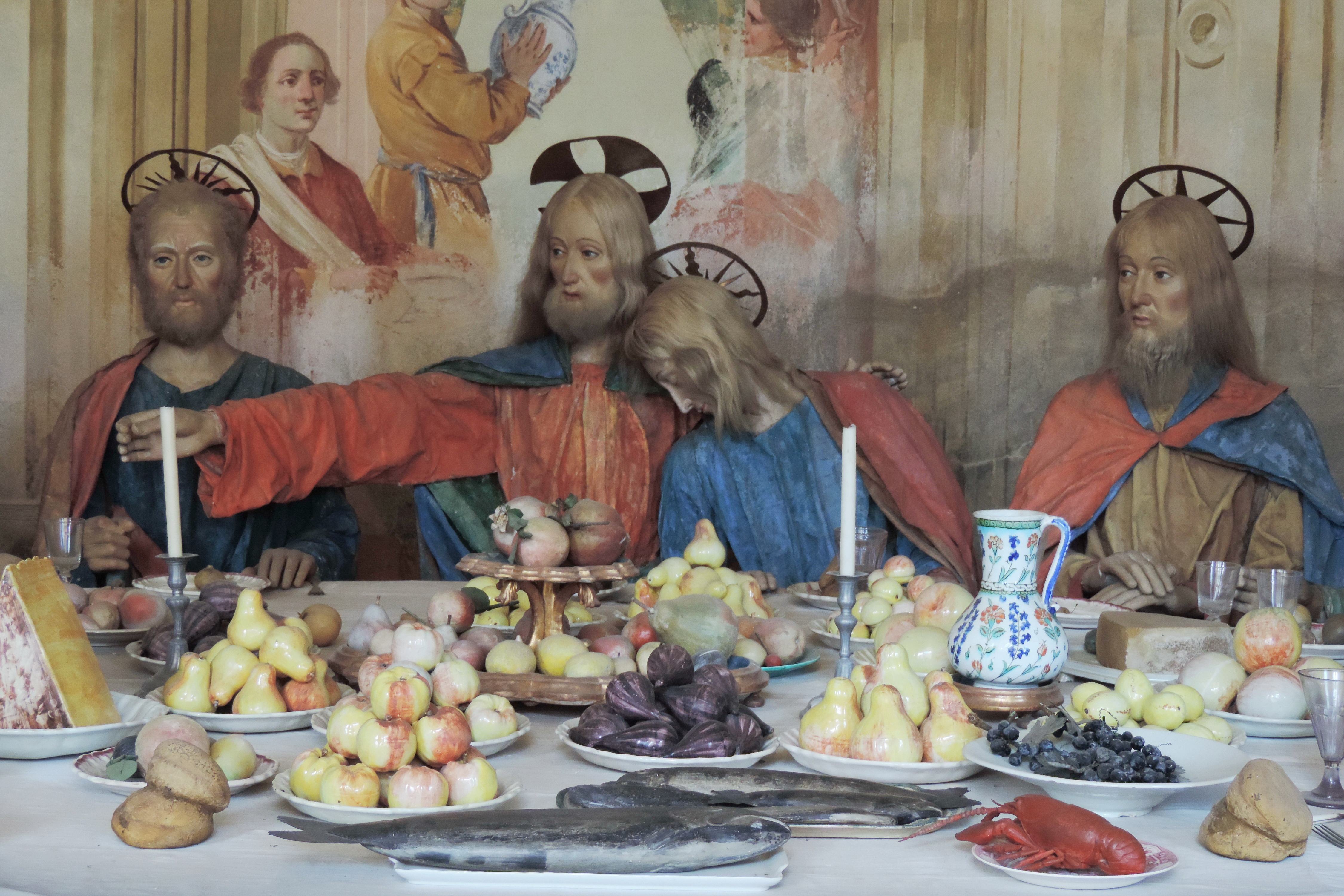

瓦拉洛圣山（義大利語：Sacro Monte di Varallo）是世界遗产皮埃蒙特和倫巴第的聖山中的最古老的一座，位于意大利北部皮埃蒙特大区韦尔切利省，俯瞰瓦拉洛小镇。1491年由方济各会修士贝纳迪诺·凯米（Bernardino Caimi）创建。它建在三十字山（Monte Tre Croci）斜坡的一个天然阶地上，位于塞西亚河左岸，海拔600米，高于瓦拉洛历史中心150米。
瓦拉洛圣山由宗座圣殿和45个小堂组成，分为几组大型纪念性建筑群“拿撒勒”、“伯利恒”、“彼拉多之家”、“加略山”、“陵墓”和“帕雷拉之家”。 Parella’s house –包括800多个真人大小的彩绘木雕和陶塑，戏剧性地表现基督的生命、受难、死亡和复活。室内装饰着生动的湿壁画。

## 参考

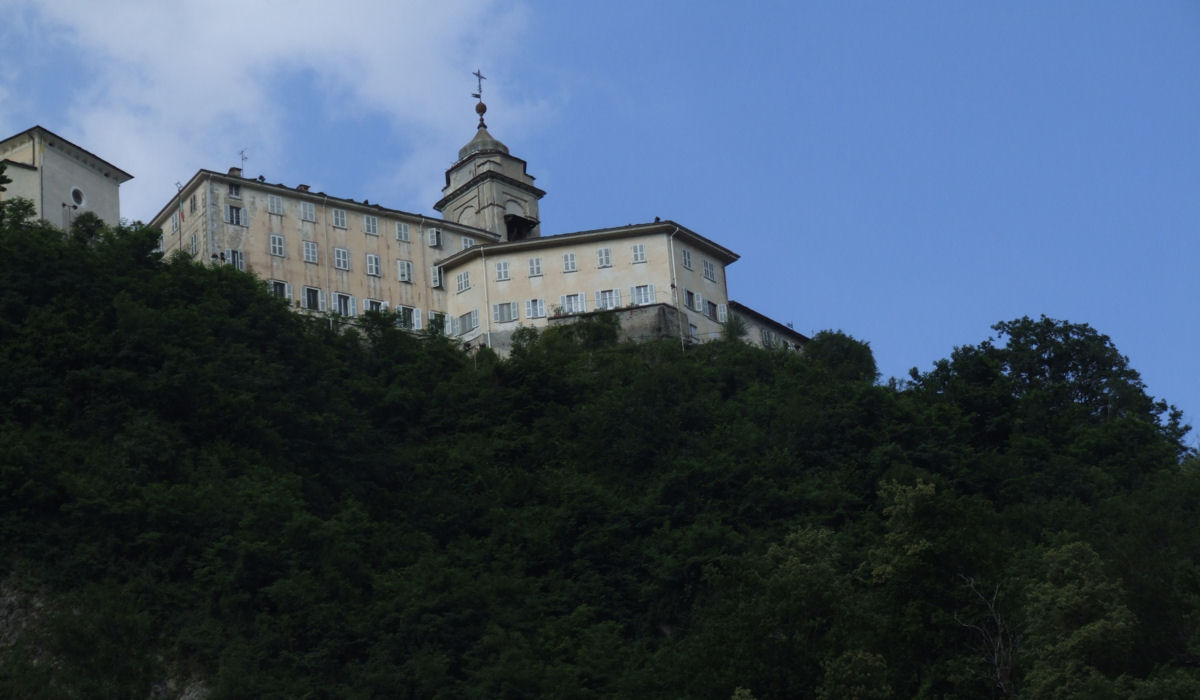
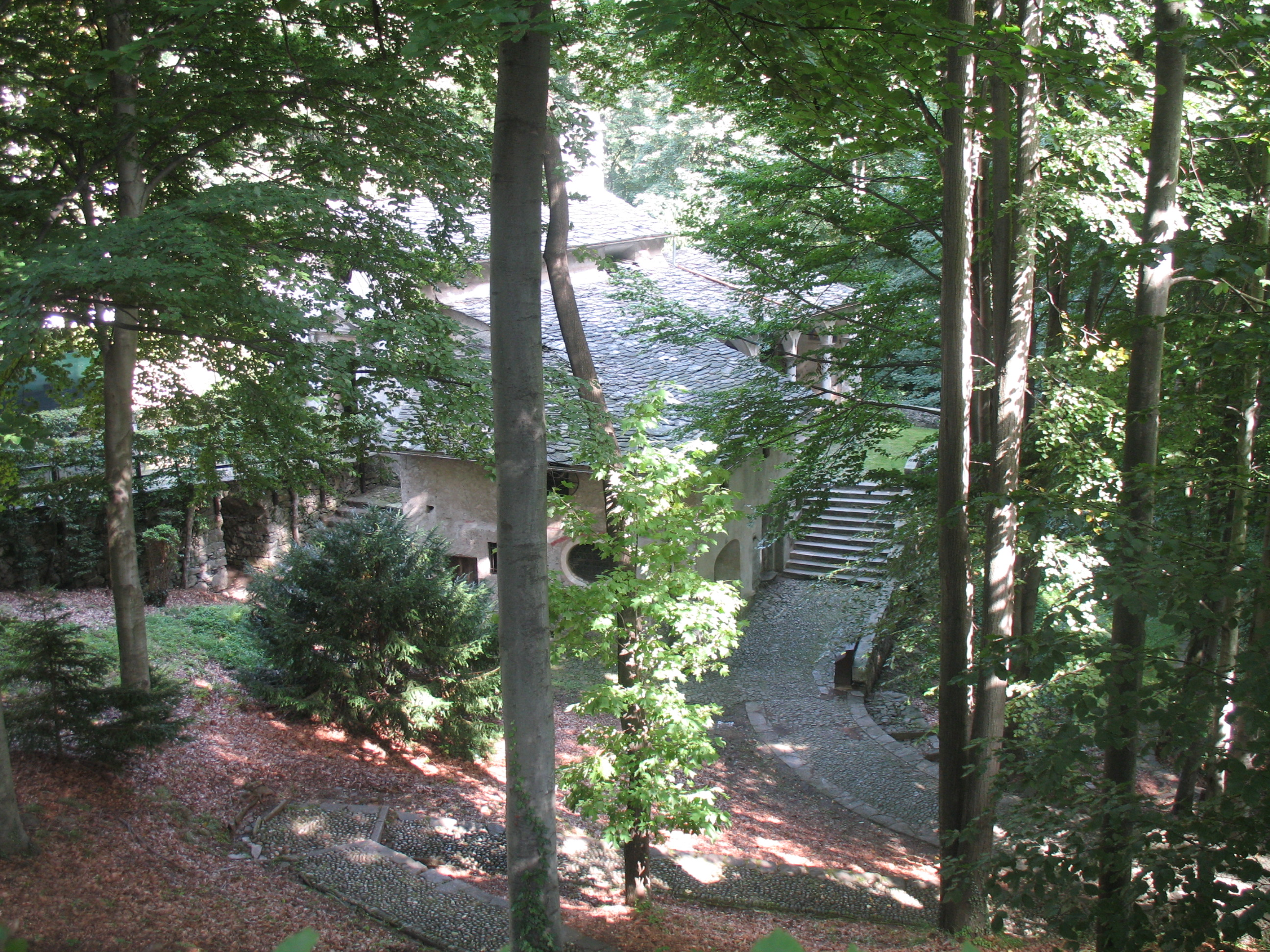
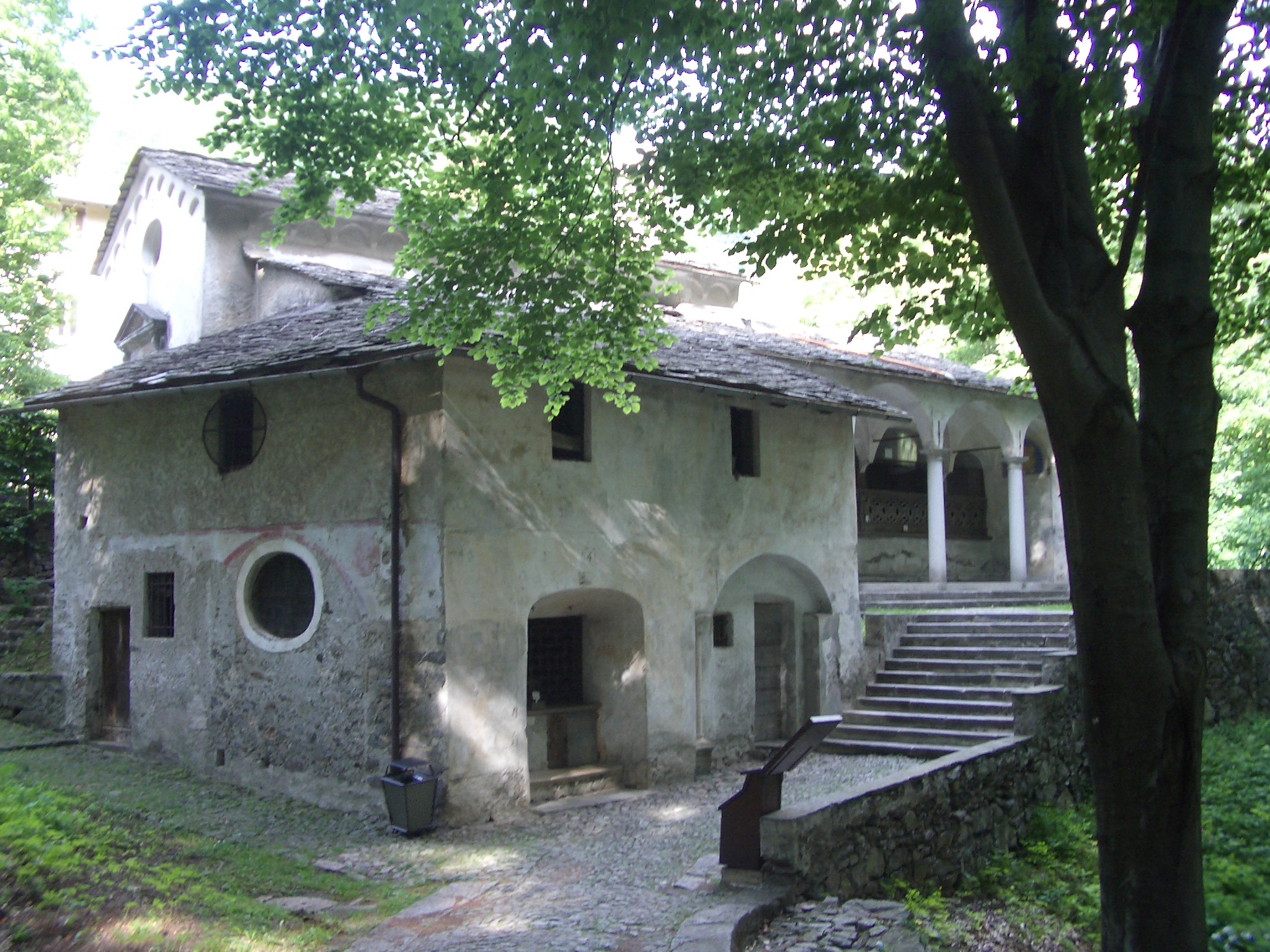
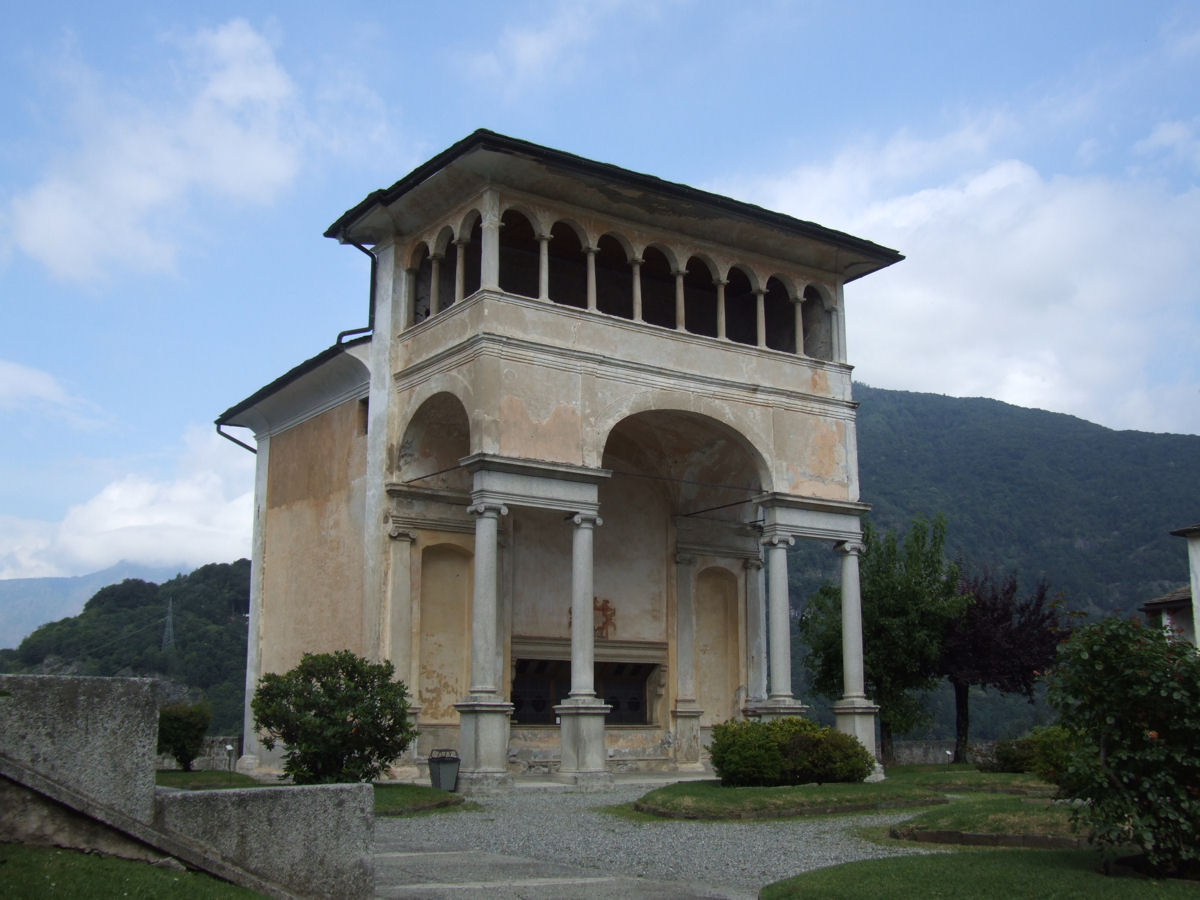
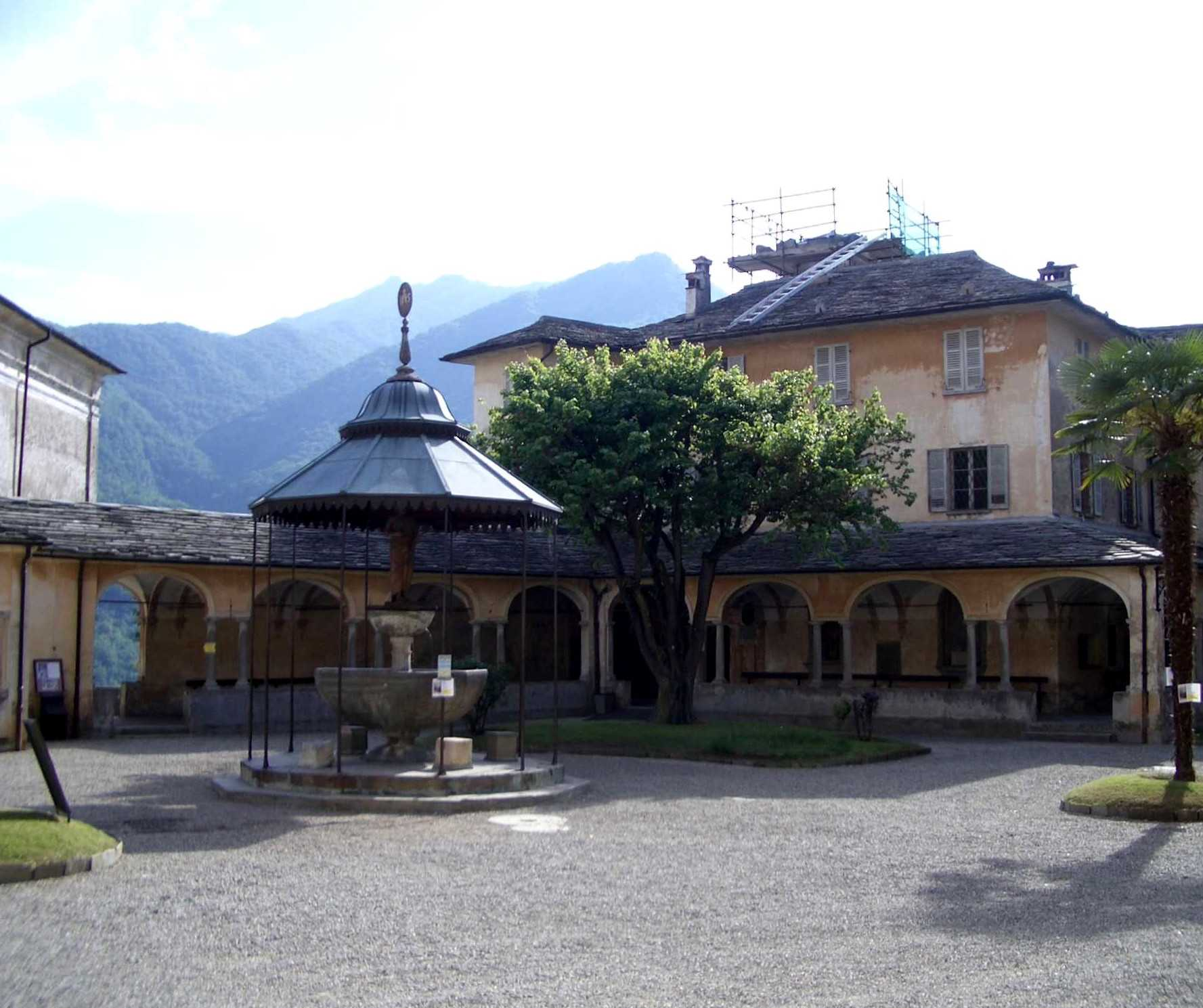
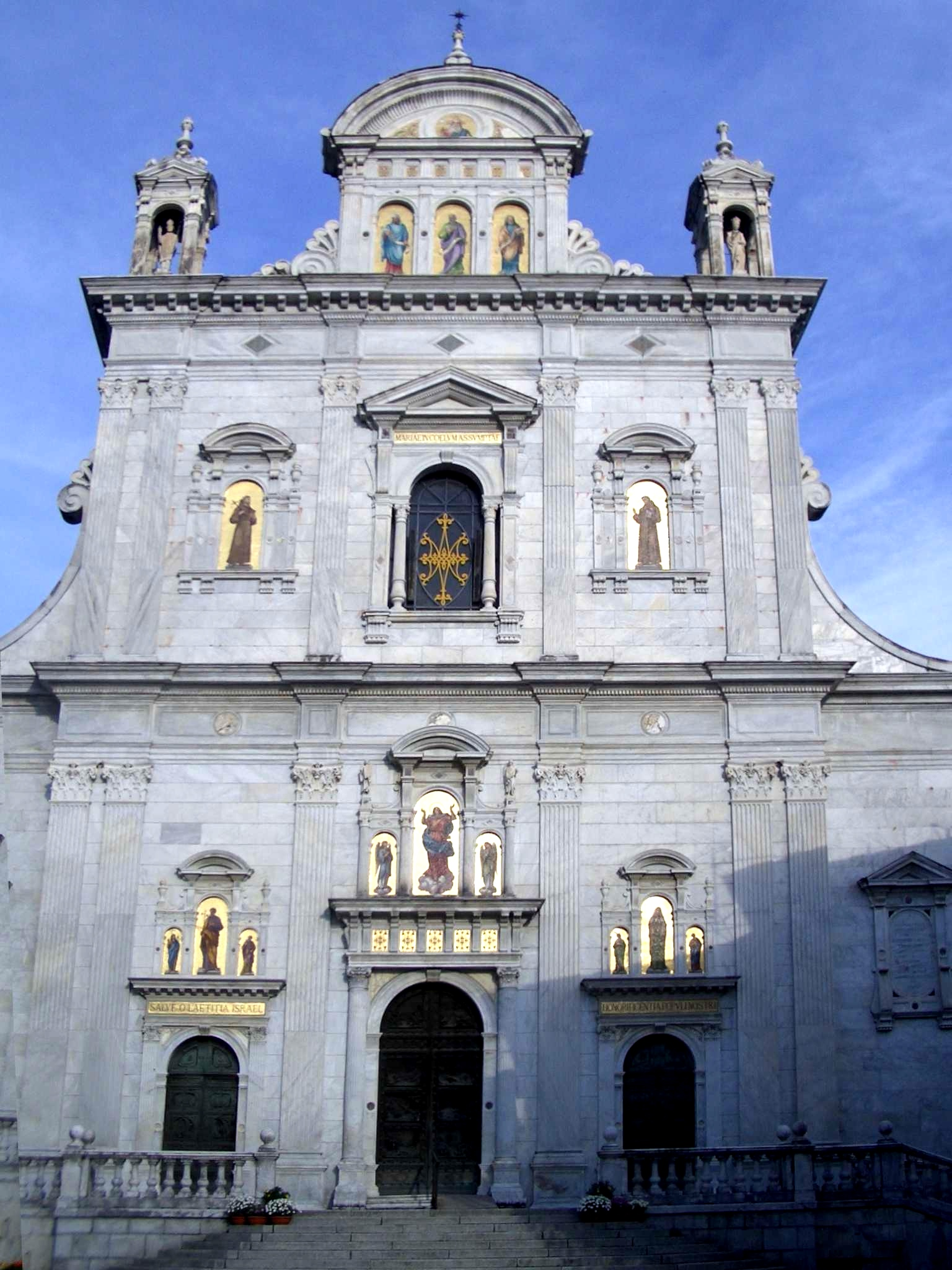